# 遅刻する食パン少女

遅刻する食パン少女をイメージした飛び出し坊やの看板

遅刻する食パン少女（ちこくするしょくパンしょうじょ）は、少女漫画の定番とされる場面の1つ。学生の少女が朝、食パンを咥えたまま通学を急ぎ、衝突した少年と恋に落ちるというもの。「食パンダッシュ（しょくパンダッシュ）」、「トースト娘（トーストむすめ）」、「トーストくわえて遅刻遅刻（トーストくわえてちこくちこく）」、「パンくわえダッシュ」とも呼ばれる。

## 概要
大筋は次の通りである。主人公である中高生の少女が朝、学校に遅刻しそうになり、朝食をとる間も惜しんで食パン（トースト）を口に咥えて、家を飛び出す。大慌てで「いっけなーい遅刻遅刻!」と登校路を走っていると、曲がり角で1人の少年に衝突する。2人は互いに悪口を言ったり、謝ったりする。
少女が学校に到着すると、その少年が少女の学級に、転校生として現れ、「たまたま空いていた」という理由で主人公の隣の席に座る事になる。少女は先の衝突のこともあって、当初は少年に悪感情を抱く。しかし紆余曲折の末に、2人はやがて恋に落ちる。
但し作品によっては「出会う」シーンがなく、ただ遅刻しそうになった少女が食パンを咥えて学校まで走るだけ、の場合もある。

## 発祥
1962年（昭和37年）の『サザエさん』（漫画版）で、磯野ワカメがパンを口に咥えて家を飛び出す場面があり、「食パンを咥えて家を飛び出す」場面は、これが最古のものと見られている。また、1970年代のガラスの仮面にも、北島マヤが食パンをくわえて走って登校するシーンがある。
1990年（平成2年）に、相原コージと竹熊健太郎による『サルでも描けるまんが教室』（以下『サルまん』と略）の第9話で、少女漫画における典型的な出逢いの場面として、#概要の通りの場面が描かれている。2010年（平成22年）に行われたgooランキング「古い少女マンガで『あるある!』と思ってしまうシチュエーションランキング」のアンケート集計結果でも、この場面は古い少女漫画の定番として、第3位にランキングしている。1960年代以降の新旧少女漫画やサブカルチャーに造詣の深い菓子研究家の福田里香は、2012年（平成24年）の自著『ゴロツキはいつも食卓を襲う』において、少女漫画に多い場面としてこの大筋を紹介し、「実在の漫画ではなく、何も見ずに自分の記憶のみに頼って書いた」と述べている。日本国外でも、バズフィードによる2013年の記事で、日本国外から見て日本のアニメに多くみられる場面の一つとして挙げられている。
しかし福田里香や、フリーの著作家である田幸和歌子、イラストレーターのはいおくらによる報告によれば、上記の概要通りのストーリーは、古い少女漫画ではほとんど使用例が確認できないことが指摘されている。
2005年（平成17年）の田幸和歌子のエキサイトニュースでの記事によれば、田幸は少女漫画85作品を対象として調査したところ、「遅刻、遅刻」と口にしていた漫画は『永田町ストロベリィ』など、わずか5作品であり、主人公か恋の相手が転校生である漫画も『いるかちゃんヨロシク』など4作品に過ぎず、「食パン」「遅刻」「衝突」「恋」の要素をすべて満たす作品は皆無であった。はいおくが田幸のこの記事を受けて追加調査したところによれば、漫画雑誌『りぼん』を1970年から1985年まで全て読破した経験から、そのような漫画は存在せず、定番の場面とは言えないと断定している。先述のgooランキングでも、実際には古い少女漫画ではほとんど使用例が確認できないことが指摘されている。福田里香の、2012年の雑誌「ケトル」のパン屋特集号での記事、及び先述の同年の自著『ゴロツキはいつも食卓を襲う』での発表によれば、福田は1960年から1970年代のラブコメディ系の少女漫画、さらには少女小説や、当時のラブコメディ系の少年漫画を調査した結果、「登校路を走る」「人と衝突する」「転校生と恋に落ちる」といった別々の場面ならあるものの、#概要に述べたような筋書きに該当する作品は存在せず、周辺の漫画愛好家に確認しても、これといった作品が存在しなかったという。
福田がこの場面の初出として認めている作品が、先述の『サルまん』第9話である。ただしこの回は、少女漫画を描くためとして、その類例をパロディ化して紹介する話である。つまり、元祖より先にパロディが登場することになる。水声社『バナナの皮はなぜすべるのか?』（2010年）においても『サルまん』を、最初にこの場面に焦点を当てた作品として推定している。はいおくが『サルまん』について、竹熊健太郎にメールで質問したところ、竹熊からは「直接的な典拠はなく、いくつかの事例を複合した」「竹熊が中学生の頃（1970年代半ば）には、これが一種のパターンという認識は一般にあった」との回答が得られている。
一方でテレビアニメでは、『新世紀エヴァンゲリオン』の最終回（1996年〈平成8年〉3月27日放送）において、同作の主要人物である碇シンジと綾波レイによる同様の場面が登場した。福田は、社会的に大きな反響を呼んだ同アニメにおいて、人気キャラクターである綾波レイが「食パン少女」として描かれたことにより、「遅刻する食パン少女」が定番として完璧に世間に定着されたと見ている。また福田はこれを、誰の記憶かも定かではない実体を持たない経験が、一種の集団的記憶として共有されているものとも示唆している。
その後の2015年（平成27年）に、デザイナーのほうとうひろしのTwitterで、この場面の発祥の調査が行なわれた。その中では、『ハリスの旋風』に「学校に遅刻しそうになり、おにぎりを咥えて家を飛び出す」場面、『フジ三太郎』に「食パンを咥えて家を飛び出す」場面があることが指摘された。また先述のはいおくは、1960年代後半から1970年代の漫画については数千冊単位で目を通した結果、「食パンを咥えて」の場面は確認できないものの、1970年代の少女漫画『つらいぜ!ボクちゃん』に「学生の少女が朝、学校に遅刻しそうになり、少年に衝突する」場面があると指摘した。編集者の新保信長も、『1・2の三四郎』に同様の場面があることをTwitterで報告した。
このように、別々に存在する「遅刻しそうになり、食パンを咥えて家を飛び出す」場面と、「遅刻しそうになり、通学路を走っていて、曲がり角で少年に衝突する」場面がいつしか混同され、その世間的なイメージを『サルまん』が少女漫画と結びつけて具現化し、それを否定する人など存在せず、否定するほどの材料もないため、「遅刻する食パン少女」が少女漫画のありきたりな描写として浸透し、それが後々まで続いているといった考察もある。食パンには5枚切り、6枚切り、8枚切りなどがあるが、薄くて口に咥えやすい8枚切りがあるために、「食パンを咥えて」の場面がある、との意見もある。
なお、ほうとうひろしのTwitterでは2015年（平成27年）に、1962年（昭和37年）の『サザエさん』（漫画版）で、磯野ワカメがパンを口に咥えて家を飛び出す場面があるとの情報が寄せられ、「食パンを咥えて家を飛び出す」場面自体は、これが最古のものと見られている。
2010年代以降においては、あまりにも定番すぎるために逆手にとり、ギャグの題材として用いられることもある。2017年（平成29年）のテレビアニメ『ちびまる子ちゃん』第1096話でも、「食パンを咥えて学校まで走れば、少女漫画のように運命的な出逢いがあるか」と、少女漫画の定番の場面として取り上げられている。
日本国外でも「遅刻する食パン少女」の場面は浸透しており、日本の漫画やアニメが人気を博すロシアで、日本のアニメを見て育った女性の1人が、この場面が印象に残ったあまりに、日本での日常茶飯事と思っていた旨を発言している。
また、「食パンを口に咥えて走る」場面に限って言えば、トーストに関する様々な情報を発信するトースト総合研究所の調査によれば、それを実践したことのある人は4.2パーセント、それを目撃したことがある人も6.4パーセントもおり、日本人の約1割が、漫画のみならず現実にこの場面を経験したことが報告されている。ネットリサーチ会社のディムスドライブよる調査結果でも、遅刻しそうになってパンを咥えて家を出たことのある人は10.1パーセント、それを「やってみたい」という人は11.4パーセントとの回答が得られている。
何からのオマージュやパロディにみえるが、実際は元ネタが存在しないストーリー類型としては、なろう系における「悪役令嬢」がある。乙女ゲームの主人公の敵役に転生してしまうパターンだが、実際の乙女ゲームのキャラクターから来ているわけではない。

## 関連する諸文化
2011年（平成23年）には、京都精華大学のデザイン学部ビジュアルデザイン学科グラフィックコースの授業の一環として、『食パンダッシュ』の活動が展開された。同大学2年生（当時）女子4人によるグループであり、「遅刻する食パン少女」を「食パン少女やまだちゃん」という名のメインキャラクターとし、パンを通じて消費者と生産者とのコミュニケーションを図るべく、Twitterでの発信やフリーペーパー（2016年8月まで、後にウェブサイトに移行）の発行を行なっている。「やまだちゃん」は設定上、毎日「食パンダッシュ」で登校し、やはり「曲がり角で彼氏に衝突するのが憧れ」とされている。Twitterは「やまだちゃん」のモデルとされる、グループの一員である実在の人物が投稿しており、活動開始時点の2011年ですでに、フォロワーが1200人を超えるほどの人気を見せた。
2014年（平成26年）には、ゲーム開発会社のハップにより、本件を題材としたスマートフォン・タブレット端末向けの無料ゲームアプリ「トースト少女」が開発され、インターネット上で話題になった。ハップの開発者によれば、夜遅くまでゲーム内容を考えており、翌朝に遅刻しそうになり、トーストを咥えて駅まで走っていたところ、ショーウィンドウに写った自分の姿を見て、このゲーム内容をひらめいたという。実際に遊んだユーザーからは、音楽の品質の高さ、シンプルながら細部に拘った面白さを賞賛する声が寄せられており、翌2015年（平成27年）3月までに20万ダウンロードを記録した。
2017年（平成29年）には、ゆであずき缶詰を主力製品の1つとする井村屋グループと、敷島製パンのブランドであるパスコの公式Twitterにおいて、この漫画の場面をもじったツイートが投稿された。食パンを咥えた少女ならぬ、パスコの食パンそのものが道を走り、井村屋のゆであずき缶詰と衝突して、恋ではなく「あんバタートースト」が生まれるというもので、ほのぼのとした雰囲気がインターネット上で話題となった。
この敷島製パンは、翌2018年（平成30年）には読売新聞全国版に全面広告として、ライトノベル『弱キャラ友崎くん』の登場人物である少女「七海みなみ」が学生姿でパンを咥えて走るイラストを「パンだって、走らなくちゃ。」のコピーと共に掲載した。この広告は掲載直後からTwitterなどのSNSで広く拡散され、読売新聞のTwitter分析「よみバズ」によると、2日間でリツイートを含めて2985件のツイート数を計測し、推定リーチ人数は419万人に達した。読売新聞社マーケティング部販売促進グループによれば、この広告製作時に、学生の少女が食パンを咥えて走る場面は、漫画における定番、王道であり、広告の案としてこの場面が最も輝いて見えたという。同2018年の第35回読売広告大賞では、この広告が優秀賞を受賞した。
「衝突した少年と恋に落ちる」ではなく「食パンを咥えて走る」場面のみだが、2015年（平成27年）には、スマートフォン向けゲーム『激突! ブレイク学園』のプロモーション動画「春の遅刻防止キャンペーン 食パン少女祭り」でも、食パンを咥えて走る少女のアニメが公開された。プレスリリースでは、遅刻する女子高生にはパンを咥えて家を飛び出すイメージがあると述べられている。
漫画やアニメの演出である「食パンを咥えて走る」場面を、実写で再現する試みた者もいる。2009年（平成21年）、北海道札幌市の街頭演劇集団「札幌ハプニング」が、「害の無い悪戯」を集団で遂行することを題材とした活動の一環として、「食パンダッシュ」を企画した。同年4月16日朝、学生や社会人30人以上の有志が集い、実際に食パンを咥えたままで学校や職場に急いだ。周囲の通勤客たちは、驚いたり注視したりといった反応が得られており、インターネット上では「素敵」「面白そう」といった感想が寄せられた。
2010年（平成22年）には、大阪府の雑誌『月刊シミュレーション』の編集長である前田裕紀が、同誌の表紙の撮影を担当する写真家の木原千裕と共に、朝の街中の風景を題材として2010年（平成22年）に企画した写真展「食パン少女」が、大阪府アメリカ村のギャラリー「ギガンティアルーム」で開催された。ニュースサイトでは話題になったが、実際に見た人の反応は、案外薄かったという。前田裕紀はその理由を、実写では魅力が希薄になるため、または食べ物を口にしながら走る姿は品が無いためと分析している。
2022年（令和4年）1月17日には、新潟県が「遅刻するおむすび少女プロジェクト」を開始し、1月24日に新潟米PRのYouTube公式チャンネルに動画が投稿された。この新潟県の主張は、アニメや少女マンガに多いシチュエーションの「遅刻する食パン少女」のイメージがあることで、現実の日本人が朝に米を食べる習慣が減っていると考え、それならば、「遅刻するおむすび少女」という新しいイメージを作ればよいとの発想で始めたと説明されている。ただし『ハリスの旋風』（ちばてつや著）に「おむすびをくわえながら走って出かける」シーンがあると指摘されているのは前述の通り。
このプロジェクトで「おむすび」とあえて表記した理由は、1月17日の「おむすびの日」にかけたことと、「志望校とご縁を結びたい」などのゲン担ぎと新潟県は説明している。今回のプロジェクトはあくまでもそういった世間のイメージを活用することで朝に米を食べるきっかけを作ることが目的であり、決して「おむすびをくわえて走る」ことを啓蒙しているものではないと県は説明している。ネットでは「朝食は米」との意見に同意する声や、「おもしろい」との声の一方で、「朝は握る時間が無い」との声や、県が税金を費やしていることを疑問視する声など、賛否の声が寄せられている。